# 学校法人大矢学園
学校法人大矢学園（がっこうほうじんおおやがくえん）とは、かつて存在した学校法人。マルチメディア系の教育施設である代々木アニメーション学院（以下「代アニ」）および専修学校マルチメディアアート学園の設置者。理事長・学院代表は大矢敏行であった。
代アニに関しては、大矢学園と株式会社代々木ライブアニメイションが経営していた。しかし、2006年10月に大矢が株式会社代々木ライブアニメイションの代表取締役を辞任、新代表による運営開始により大矢と大矢学園の関係は解消されたが2006年12月に民事再生法申請となる。
その後、代アニはリップルウッド・ホールディングスによって再建支援が行われた後にキョウデン傘下となる。一方、マルチメディアアート学園は2008年3月に廃校となった。